# Niels Gråbøl
Niels Gråbøl (født 11. august 1966) er en dansk filminstruktør, der blandt andet er kendt for filmene Møv og Funder (1991) og Det store flip (1997). Han har desuden instrueret afsnit af tv-serierne Forsvar, Landsbyen og Klovn.
Familiefilmen Usynlige Venner var planlagt til at blive indspillet i 2009 med Niels Gråbøl som instruktør og medforfatter til manuskriptet, men filmen blev ikke lavet. Men Gråbøl skrev og illustrerede en børnebog med samme navn som udkom på forlaget Phabel i 2009 med de samme hovedpersoner som skulle have været i filmen.
Han er bror til skuespilleren Sofie Gråbøl og var i perioden 1992 til 1998 gift med skuespilleren Ditte Gråbøl.